# Iwan Martynienko
Iwan Michajłowicz Martynienko (ros. Иван Михайлович Мартыненко, ur. 1899, zm. ?) – radziecki polityk.

## Życiorys
Od 1925 należał do RKP(b)/WKP(b), od 1938 do stycznia 1940 był przewodniczącym Komitetu Organizacyjnego Prezydium Rady Najwyższej Ukraińskiej SRR na obwód połtawski, a od stycznia 1940 do 1950 przewodniczącym Komitetu Wykonawczego Połtawskiej Rady Obwodowej. Jednocześnie od stycznia 1942 był członkiem Rady Wojennej 57 Armii, od 1951 do listopada 1953 przewodniczącym Komitetu Wykonawczego Sumskiej Rady Obwodowej, a od 27 września 1952 do 23 marca 1954 członkiem Komisji Rewizyjnej KP(b)U/KPU. 7 lutego 1939 został odznaczony Orderem Czerwonego Sztandaru Pracy, a w 1945 Orderem Wojny Ojczyźnianej I klasy.